# 僻派
僻派（へきは、벽파）は、朝鮮正祖期の老論派の中の強硬派、および保守派である。
貞純王后やシム・ファンジン、ホン・イナン、チョン・フギョムなどが僻派の中心であった。
英祖の治世（1724～1776）と、1800～1805年ごろには絶対的な権力を持っていたが、その後はほぼ壊滅した。